# Pogonocherus ehdenensis
Pogonocherus ehdenensis är en skalbaggsart som beskrevs av Gianfranco Sama och Rapuzzi 2000. Pogonocherus ehdenensis ingår i släktet Pogonocherus och familjen långhorningar. Inga underarter finns listade i Catalogue of Life.